# Helmut Kelleners
Helmut Franz Kelleners, född den 29 december 1939 i Moers är en tysk racerförare.